# Palabriaphoxus palabria
Palabriaphoxus palabria is een vlokreeftensoort uit de familie van de Phoxocephalidae. De wetenschappelijke naam van de soort is voor het eerst geldig gepubliceerd in 1961 door Jerry Laurens Barnard.